# Raca (raper)
Raca, właśc. Rafał Szulc (ur. 31 sierpnia 1986 w Szczecinie, zm. 17 lipca 2019) – polski raper.

## Życiorys
Urodził się w 1986 w Szczecinie, ale w następnych latach mieszkał w Olecku. Debiutował na płycie grupy Promagiel pt. Rapexpol S.A.. W 2010 ukazał się jego solowy album pt. Bobby Fischer (producentami niektórych utworów z płyty byli Donatan i Radonis), a w 2013 drugi pt. Pamiętnik ludzi nienormalnych. Szulc miał również w dorobku płyty nagrane wspólnie z Peerzetem i DonDe. Współpracował także z takimi artystami jak Ten Typ Mes, Fokus, PMM, Bonson czy Duże Pe. W 2009 odbył wspólną trasę koncertową z Mesem. W 2017 zapowiadał powstanie nowej płyty pt. Szulc, która ostatecznie się nie ukazała. Do jego najpopularniejszych utworów należały między innymi „Czas się pożegnać”, „Nie jest jak dawniej” czy „Gracz za Graczem”.
Pochowany w Olecku.

## Dyskografia

### Albumy
- SamotnośćWolnośćPasja (2008; ToSieWytnie Records; wspólnie ze Stona i DJ Ike)[5]
- Vis a vis (2009; Stay True; wspólnie z Peerzet)[9]
- Bobby Fischer (2010; Stay True)[3]
- Konsument ludzkich sumień (2012; Embryo; wspólnie z Donde)[10]
- Pamiętniki ludzi nienormalnych (2013; Raca)[11]

### Single/EP-ki
- Znasz nas (2008; ToSieWytnie Records; wspólnie ze Stoną)[12]
- „Jeden dzień” (2009; Stay True; wspólnie z Peerzet)[13]
- Kruki nad miastem (2013; Stay True)[14]